# Saison 2015 des Dodgers de Los Angeles
La saison 2015 des Dodgers de Los Angeles est la 133e saison en Ligue majeure de baseball pour cette franchise, la 124e en Ligue nationale et la 58e depuis le transfert des Dodgers de Brooklyn vers Los Angeles.
Les Dodgers terminent au premier rang de la division Ouest de la Ligue nationale pour la troisième année de suite, fait inédit dans leur histoire. Malgré deux défaites de plus que la saison précédente, leurs 92 victoires contre 70 revers sont largement suffisantes pour devancer les Giants de San Francisco, laissés 8 matchs derrière. Ils sont menés au monticule par deux des meilleurs lanceurs du baseball, candidats au trophée Cy Young, le gaucher Clayton Kershaw et le droitier Zack Greinke, ce dernier menant les majeures avec une moyenne de points mérités de 1,66. Le parcours des Dodgers en éliminatoires s'arrête dès la première ronde, étant éliminés en Série de divisions par les Mets de New York.

## Contexte
Avec deux victoires de plus qu'en 2013, les Dodgers remportent en 2014 leur second titre consécutif de la division Ouest de la Ligue nationale. Avec 94 succès et 68 défaites, ils devancent par 6 matchs leurs plus proches poursuivants, les Giants de San Francisco, mais ce sont ces derniers qui remportent la Série mondiale 2014 tandis que les Dodgers sont sortis des éliminatoires pour le deuxième automne de suite par les Cardinals de Saint-Louis, cette fois dès la ronde des Séries de divisions. Clayton Kershaw connaît une autre année remarquable pour Los Angeles, alors qu'il remporte en 2014 son 3e trophée Cy Young du meilleur lanceur en 4 ans, puis devient le premier lanceur depuis Bob Gibson en 1968 à être élu joueur par excellence de la Ligue nationale.

## Intersaison
Les Dodgers sont peu actifs sur le marché des agents libres après la saison 2014 et y perdent même un joueur important lorsque leur arrêt-court Hanley Ramírez signe un contrat chez les Red Sox de Boston, mais ils sont en revanche impliqués dans de nombreuses transactions.
Le premier échange majeur est conclu le 11 décembre 2014 lorsque le joueur de deuxième but Dee Gordon, le champion voleur de buts en titre de la Ligue nationale, est transféré aux Marlins de Miami avec le lanceur partant droitier Dan Haren et l'arrêt-court Miguel Rojas, en retour du lanceur de relève droitier Chris Hatcher, du receveur-deuxième but des ligues mineures Austin Barnes, le joueur d'utilité Enrique Hernández et du prometteur lanceur gaucher Andrew Heaney. Ce dernier est immédiatement transféré aux Angels de Los Angeles pour le deuxième but Howie Kendrick.
Le 18 décembre 2014, la vedette Matt Kemp quitte Los Angeles. Le voltigeur étoile, qui avait commencé sa carrière en 2006 chez les Dodgers, est échangé à des rivaux de division : les Padres de San Diego. Ces derniers reçoivent également le receveur Tim Federowicz et une somme d'argent, et cèdent en retour le receveur Yasmani Grandal et les lanceurs droitiers Joe Wieland et Zach Eflin.
Le lendemain, 19 décembre, Eflin et le lanceur gaucher des mineures Tom Windle sont transférés à un club en reconstruction, Philadelphie, ce qui permet aux Dodgers d'acquérir l'arrêt-court Jimmy Rollins, qui avait joué chez les Phillies les 15 premières saisons de sa carrière.
Déçus par les performances au monticule lors des fins de matchs en 2014, les Dodgers s'affairent à reconstruire leur enclos de relève et se débarrassent de plusieurs d'entre eux : les contrats des lanceurs droitiers Jamey Wright, Brian Wilson et Chris Perez ne sont pas renouvelés. Le 20 novembre 2014, les Dodgers obtiennent le droitier Joel Peralta et le lanceur gaucher des ligues mineures Adam Liberatore des Rays de Tampa Bay, en retour du releveur droitier José Dominguez et du lanceur droitier des ligues mineures Greg Harris. Deux jours après, le droitier Juan Nicasio, un partant utilisé en relève par les Rockies du Colorado en deuxième moitié de saison 2014, est acquis par les Dodgers en retour du voltigeur des ligues mineures Noel Cuevas. Los Angeles fait signer des contrats des ligues mineures au gaucher David Huff, au gaucher Sergio Santos., achète le contrat du droitier Mike Bolsinger des Diamondbacks de l'Arizona et, le 31 décembre 2014, offre un contrat risqué de 10 millions de dollars pour un an au gaucher Brett Anderson, ancien artilleur des Rockies souvent blessé.
Le 2 décembre 2014, le lanceur droitier Matt Magill est cédé aux Reds de Cincinnati en échange du voltigeur Chris Heisey. Le 9 décembre, le receveur Drew Butera passe aux Angels de Los Angeles et les Dodgers reçoivent le voltigeur et deuxième but des ligues mineures Matt Long.
À la fin mars 2015, les Dodgers mettent sous contrat pour 6 ans et 62,5 millions de dollars le joueur de deuxième but et défecteur cubain Héctor Olivera.

## Calendrier pré-saison
L'entraînement de printemps 2015 des Dodgers se déroule du 4 mars au 4 avril.

## Saison régulière
La saison régulière de 162 matchs des Dodgers débute le 6 avril par la visite au Dodger Stadium des Padres de San Diego et se termine le 4 octobre suivant.

### Classement
| Ligue nationale division Ouest | V  | D  | %    | Diff. | Diff. (séries) |
| ------------------------------ | -- | -- | ---- | ----- | -------------- |
| Dodgers de Los Angeles         | 92 | 70 | ,568 | -     | -              |
| Giants de San Francisco        | 84 | 78 | ,519 | 8     | 13             |
| Diamondbacks de l'Arizona      | 79 | 83 | ,488 | 13    | 18             |
| Padres de San Diego            | 74 | 88 | ,457 | 18    | 23             |
| Rockies du Colorado            | 68 | 94 | ,420 | 24    | 29             |

### Avril
- 8 avril : Adrian Gonzalez, des Dodgers, réussit un exploit inédit dans l'histoire du baseball majeur avec 5 coups de circuit frappés dans les 3 premiers matchs d'une saison[25].

### Mai
- 4 mai : Adrian Gonzalez des Dodgers est nommé joueur du mois d'avril dans la Ligue nationale et son coéquipier Alex Guerrero est élu meilleure recrue du mois[26].
- 15 et 16 mai : Dans deux matchs consécutifs des Dodgers face aux Rockies du Colorado à Los Angeles, Kenley Jansen et Sergio Santos, respectivement, réussissent des manches de 4 retraits sur des prises[27].
- 23 mai : Mike Bolsinger, des Dodgers, n'accorde qu'un coup sûr en 8 manches de travail lors d'une victoire de 2-0 sur San Diego. Il donne ce coup sûr au  premier frappeur du match avant de retirer les 23 qui suivent[28].

### Juin
- 13 juin : Zack Greinke des Dodgers amorce une séquence de 45 manches et deux tiers sans accorder de point, qui ne se termine que le 26 juillet suivant.

### Juillet
- 26 juillet : Face aux Mets de New York, Zack Greinke des Dodgers voit une série de manches lancées sans accorder de point à l'adversaire, amorcée le 13 juin, s'arrêter après 45 manches et deux tiers[29], la 4e plus longue séquence du genre dans l'histoire après celles de Orel Hershiser (59 manches en 1988), Don Drysdale (58 en 1968) et Bob Gibson (47 en 1968)[30].

### Août
- 21 août : À Houston, Mike Fiers, des Astros, lance un match sans point ni coup sûr contre les Dodgers[31].
- 30 août : Pour la première fois de leur histoire, les Dodgers sont victimes de deux matchs sans coup sûr en une même saison. Jake Arrieta, des Cubs de Chicago, réussi la performance à leurs dépens au Dodger Stadium[32].

### Septembre
- 15 septembre : Dans la victoire de 5-4 en 16 manches des Rockies du Colorado sur les Dodgers, à Los Angeles[33], 58 joueurs dont 24 lanceurs sont au total utilisés par les deux clubs, plus que dans toute autre match de l'histoire des majeures[34]. Les Rockies établissent deux nouveaux records des majeures avec 30 joueurs utilisés, dont 13 lanceurs (un 14e, Jason Gurka, joua au champ droit)[35].
- 29 septembre : Clayton Kershaw lance un match complet d'un coup sûr contre les Giants à San Francisco pour assurer les Dodgers de leur 3e titre consécutif de la division Ouest de la Ligue nationale[36].

### Octobre
- 3 octobre : Zack Greinke mène Los Angeles à la victoire sur les Padres de San Diego dans l'avant-dernier match de la saison régulière, s'assurant le titre de la moyenne de points mérités dans la Ligue nationale et assurant aux Dodgers l'avantage du terrain pour leur Série de divisions[37].

## Affiliations en ligues mineures
| Niveau            | Équipe                           | Ligue                         |
| ----------------- | -------------------------------- | ----------------------------- |
| AAA               | Dodgers d'Oklahoma City          | Ligue de la côte du Pacifique |
| AA                | Drillers de Tulsa                | Texas League                  |
| A-Advanced        | Quakes de Rancho Cucamonga       | California League             |
| A                 | Great Lakes Loons                | Midwest League                |
| Ligue des recrues | Raptors d'Ogden                  | Pioneer League                |
| Ligue des recrues | Dodgers de la Ligue de l'Arizona | Ligue de l'Arizona            |
| Ligue des recrues | DSL Dodgers                      | Dominican Summer League       |